# A visit to Denmark
A visit to Denmark er en dokumentarfilm instrueret af Nicolai Lichtenberg efter manuskript af Karsten Bundgård og Nicolai Lichtenberg.

## Handling
For at stimulere interessen for "The America Graduate School" i Danmark – en række kurser for unge, amerikanske akademikere – er filmen fremstillet i tilknytning til de fag, der undervises i, fx danske sociale forhold, landbrug, andelsbevægelse, folkeoplysning mv. Billeder fra danske landskaber og dansk universitetsliv danner rammen om disse optagelser.